# Élection présidentielle de 2018 en république démocratique du Congo
L'élection présidentielle congolaise de 2018 a lieu le 30 décembre 2018 en république démocratique du Congo (RDC) en même temps que les élections législatives et  provinciales. Reportée à plusieurs reprises depuis 2016, cette élection donne un successeur à Joseph Kabila, qui occupe le poste de président de la république démocratique du Congo depuis 2001.
La campagne est dominée par l'affrontement entre trois candidats : Emmanuel Ramazani Shadary, dauphin désigné de Joseph Kabila, Félix Tshisekedi, fils du candidat malheureux au second tour de la présidentielle précédente Étienne Tshisekedi, ainsi que le candidat commun d'une partie de l'opposition, Martin Fayulu.
Avec un peu plus de 38 % des suffrages selon les résultats officiels, Félix Tshisekedi devance Martin Fayulu, qui en recueille près de 35 %. Emmanuel Ramazani Shadary, candidat du parti du président sortant termine sur la troisième marche du podium avec 23 %.
Dès l'annonce des résultats, ceux-ci sont vivement contestés par Martin Fayulu, la Conférence épiscopale nationale du Congo annonçant par ailleurs que ces derniers ne correspondent pas aux résultats collectés par ses 40 000 observateurs sur le terrain. Une fuite de documents de la Commission électorale nationale indépendante (Céni) vient le 15 janvier corréler ces affirmations. Entre-temps, les résultats des législatives sont proclamés en avance, donnant une très large majorité des deux tiers des sièges de l'assemblée à la coalition du gouvernement sortant, le Front commun pour le Congo, augurant une cohabitation rendant en partie caduque l'alternance.
Le gouvernement est accusé d'avoir, devant l'impossibilité de faire élire son candidat, choisi de faire gagner le candidat de l'opposition le moins hostile au régime. Un accord aurait ainsi été conclu entre Tshisekedi et Kabila, attribuant au premier la présidence, et au second le contrôle du gouvernement et de plusieurs secteurs régaliens via une mainmise sur l'Assemblée nationale et celles provinciales. Le contrôle de ces dernières, dont les membres procèdent à l'élection trois mois plus tard d'un Sénat acquis au président sortant permet à Joseph Kabila, sénateur à vie, de conserver une grande partie du pouvoir.
En janvier 2019, après rejet des recours, Felix Tshisekedi est proclamé vainqueur de l'élection présidentielle par la Cour constitutionnelle, et prête serment. Il devient ainsi le cinquième président du pays, et le premier à accéder au pouvoir par le biais d'une alternance pacifique.

## Contexte

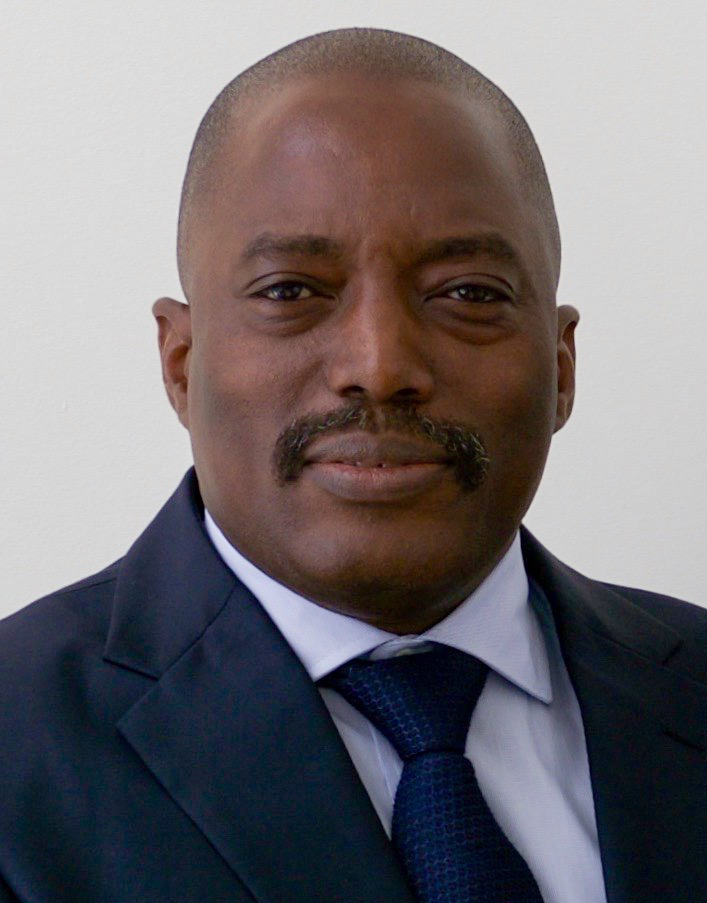
Le président sortant Joseph Kabila.

L'élection a lieu deux ans et dix jours après l'expiration du mandat de Joseph Kabila, nommé au pouvoir après l'assassinat de son père Laurent-Désiré Kabila en 2001 puis élu président en 2006 et réélu en 2011. Le régime de Joseph Kabila est accusé de réprimer brutalement l'opposition politique. Ses forces de sécurité auraient tués près de 300 personnes entre 2015 et 2018 dans des manifestations pacifiques, et arrêté des centaines d'opposants, selon l'ONG Human Rights Watch. Joseph Kabila est également personnellement soupçonné d'avoir utilisé sa position pour son enrichissement personnel et celui de ses proches, via plusieurs dizaines d'entreprises liées à des membres de sa famille , selon une enquête de Bloomberg publiée en 2016, qui l'accuse de se maintenir au pouvoir pour cette raison,.
Initialement prévue fin 2016, l'élection présidentielle n'a finalement pas lieu à la suite de l'annonce le 29 septembre 2016 de son report à 2018 par la Commission électorale nationale indépendante (Céni), pour cause de fichier électoral incomplet. Ce report entraîne une profonde crise intérieure causant une quarantaine de morts, et des négociations avec l'opposition amènent par la suite à fixer le report à un maximum d'un an, soit décembre 2017. Le 7 juillet 2017 cependant, le président de la Céni déclare impossible de tenir ce délai. Le 5 novembre 2017, il fixe finalement la date du scrutin, couplé aux législatives, au 23 décembre de l'année suivante, avec publication des résultats de la présidentielle le 9 janvier suivant et une investiture du président élu le 12 janvier,.
Des élections législatives doivent se dérouler simultanément afin de renouveler les 500 membres de l'Assemblée nationale, la chambre basse du Parlement de la république démocratique du Congo. De même, des élections provinciales ont lieu pour renouveler les 780 membres des 26 Assemblées provinciales du pays.

## Mode de scrutin
Le président de la république est élu pour un mandat de cinq ans renouvelable une seule fois au scrutin uninominal majoritaire à un tour depuis l'amendement le 20 janvier 2011 de l'article 71 de la Constitution. Il avait auparavant lieu en deux tours si aucun candidat ne décrochait la majorité absolue au premier.
L'article 72 dispose que les candidats doivent posséder la nationalité congolaise et être âgés d'au moins trente ans. Selon l'article 65 de la Constitution, le président reste en fonction jusqu’à la fin de son mandat qui, sauf cas de force majeure reconnue et déclarée par la Cour constitutionnelle, doit coïncider avec la prise de fonction effective de son successeur élu. Si le mandat présidentiel expire sans qu'un nouveau président soit élu, le président sortant reste ainsi en place jusqu'à l'organisation du scrutin.

## Candidats
Joseph Kabila n'est pas autorisé à se présenter, la Constitution limitant à deux le nombre de mandats présidentiels. L'opposition attribue à Kabila la volonté derrière les reports à répétition du scrutin d'organiser un référendum afin de supprimer cette limitation, comme ont pu le faire les dirigeants de pays voisins tels Paul Kagame au Rwanda ou Denis Sassou-Nguesso au Congo-Brazzaville. Kabila forme quelques mois avant les élections une coalition dite Front commun pour le Congo (FCC) dont la charte appelle les partis membres à s'engager à soutenir une seule candidature à la présidentielle. Le 8 août 2018, jour de limite des dépôts de candidature, il déclare ne pas être candidat et apporte son soutien à Emmanuel Ramazani Shadary, désigné candidat du FCC.
Moïse Katumbi déclare sa candidature le 2 janvier 2018. Ex-gouverneur de la province du Katanga de 2007 à 2015, et ancien fidèle de Kabila, il est crédité de son important développement économique lors de cette période. Le jour suivant, son domicile à Lubumbashi est encerclé par les forces de l'ordre, dont le ministre l'accuse d'avoir recruté des « mercenaires étrangers », ce qu'il dément avant de réclamer la protection de la Monusco. Bloqué à la frontière zambienne début août, il est empêché de rentrer d'exil et ne peut donc déposer sa candidature.

### Liste
Sur 25 candidats enregistrés auprès de la Commission électorale indépendante,, 19 sont initialement retenus, parmi lesquels :
- Samy Badibanga, ancien Premier ministre de Joseph Kabila (2016-2017), précédemment membre de l'UPDS, candidat du parti Les Progressistes ;
- Jean-Pierre Bemba, ancien vice-président de la république (2003-2006), candidat du Mouvement de libération du Congo, de retour dans le pays après son acquittement par la Cour pénale internationale[13] ;
- Martin Fayulu ;
- Vital Kamerhe, ancien président de l'Assemblée nationale (2006-2009), candidat de l'Union pour la nation congolaise ;
- Charles Luntadila, candidat indépendant ;
- Pasteur Maluta, candidat indépendant ;
- Freddy Matungulu, candidat du regroupement politique SYENCO; ancien économiste au Fonds monétaire international (1992-2014); ancien Ministre de l'Économie, des Finances et du Budget (2001-2003) ;
- Adolphe Muzito, ancien Premier ministre de Joseph Kabila (2008-2012), candidat du Parti lumumbiste unifié ;
- Francis Mvemba, candidat du parti Émergence du Congo[14];
- Emmanuel Ramazani Shadary, membre du Parti du peuple pour la reconstruction et la démocratie et candidat de la coalition dite Front commun pour le Congo ;
- Félix Tshisekedi, candidat de l'Union pour la démocratie et le progrès social[15] ;
- Seth Kikuni, candidat indépendant.

Le 24 août, la Céni invalide les candidatures de six candidats : Marie-Josée Ifoku et Samy Badibanga pour défaut de nationalité d'origine, ce dernier n'ayant pas recouvré sa nationalité légalement après en avoir changé, Jean-Pierre Bemba pour avoir été condamné par la CPI pour subornation de témoins, Antoine Gizenga pour défaut de signature, Adolphe Muzito pour conflit avec son parti et Jean-Paul Moka-Ngolo pour défaut de paiement de la caution de candidature. Cette décision est confirmée le 4 septembre. Le 19 septembre, la Céni rend publique la liste définitive des 21 candidats à l'élection présidentielle, parmi lesquels Ifoku et Badibanga ont été rétablis.
Le 11 novembre, 7 leaders de l'opposition, parmi lesquels les candidats retenus Félix Tshisekedi, Vital Kamerhe, et Freddy Matungulu, ainsi qu'Adolphe Muzito, Jean-Pierre Bemba, non retenus par la Céni, et Moïse Katumbi, qui n'a pas pu postuler, désignent Martin Fayulu comme candidat unique. L'accord est cependant en partie mort-né, ses principaux signataires, Tshisekedi et Kamerhe s'en retirant dès le lendemain sous la pression de leurs partis respectifs.
Ceux restants réitèrent néanmoins leur soutien,,. Fayulu devient ainsi candidat de la coalition Réveille-toi (Lamuka en lingala).
Le 23 novembre, Vital Kamerhe retire sa candidature en faveur de Félix Tshisekedi à la suite d'un accord entre les deux hommes où le premier deviendrait Premier ministre en cas de victoire du second,. Leurs partis respectifs, très implantés sur le territoire congolais, s'associent lors de la campagne pour former la Coalition Cap pour le changement, dite coalition Cach.

## Campagne

### Domination des trois principaux candidats
La campagne officielle débute le 21 novembre 2018, et se clôt un mois plus tard,. Elle est dominée par les trois principaux candidats : Fayulu, Shadary et Tshisekedi, les autres candidats s'effaçant progressivement, tandis que plusieurs indépendants sont jugés invisibles. Théodore Ngoy, Maurice Masheke, Marie-José Ifoko, Seth Kikuni, Shekomba Alain Daniel ainsi que Pasteur Maluta brillent ainsi par l'absence de calicots et de banderoles à leurs effigie, là où le pays se couvre comme à son habitude lors des élections de ceux des autres candidats.
Le fondateur du parti Kabila désir, Kin-Kiey Mulumba, qui s'était fait connaitre en 2016 pour avoir prôner un troisième mandat du président sortant, se désiste le premier décembre en faveur de Félix Tshisekedi. Le 4 décembre, le candidat Jean-Philibert Mabaya du parti Arc-en-Ciel du Congo se désiste quant à lui en faveur de Martin Fayulu, afin « d'instaurer un nouveau régime politique pour une gouvernance démocratique dans le pays ». Le 12 décembre, il est suivi par Maurice Masheke qui se désiste à son tour en faveur de Fayulu, se disant convaincu par la « pertinence du programme de gouvernance » du candidat de la coalition Lamuka.
L'ensemble de ces candidats, de même que Vital Kamerhe et Freddy Matungulu, qui s'étaient respectivement désistés en faveur de Tshisekedi et de Fayulu dès le début de la campagne, voient malgré tout leurs noms figurer sur les bulletins de vote, la loi électorale ne prévoyant pas de retrait de candidatures après la publication des listes définitives des candidats.

#### Emmanuel Ramazani Shadary
Emmanuel Ramazani Shadary, âgé de 58 ans, est un fidèle de Joseph Kabila, dont il est le ministre de l'intérieur avant d'être désigné par ce dernier candidat du PPRD en aout 2018, avant d'en devenir quelques mois après numéro deux. Décrit comme un « fervent chrétien catholique » par son entourage, proche des Congolais originaires du Katanga qui détienne la mainmise sur l'appareil sécuritaire de l'état, bien qu'il n'en fasse pas lui-même partie, il a la confiance du président. Il est originaire comme la mère de ce dernier de la province du Maniema.
L'opposition décrie sa candidature comme celle « fantoche » d'un homme placé et contrôlé par Joseph Kabila afin d'assurer l'intérim à la présidence. Ce dernier est ainsi soupçonné d'avoir l'intention de revenir au pouvoir lors de l'élection suivante, pour laquelle il ne serait plus empêché de se présenter par la constitution, à la manière de Vladimir Poutine et Dmitri Medvedev de 2008 à 2012 en Russie. Lors d'une interview accordée le 9 décembre à des médias américains, Kabila mentionne qu'il « n’exclut pas de se représenter aux élections de 2023 », tout en affirmant « avoir  l’intention de faire des élections aussi proches de la perfection que possible »,.
En tant que candidat, Shadary souffre de son passé de ministre de l'Intérieur, au cours duquel il est mêlé à la répression sanglante de marches de catholiques contre un troisième mandat de Kabila ayant eu lieu entre fin 2017 et début 2018 dans plusieurs villes, dont notamment dans les régions de Kinshasa et du Kasai. Dans cette dernière, deux experts des Nations unies trouvent la mort, tandis que la répression mène à d'importants déplacements de population. Shadary fait alors partie de plusieurs membres du gouvernement congolais soumis à des sanctions de l'Union Européenne. Le candidat de la coalition Front commun pour le Congo bénéficie cependant de l'important appareil du parti au pouvoir, le PPRD, ce qui lui permet d'être le seul à battre campagne dans la totalité des 26 régions de la RDC, pays immense couvrant deux fuseaux horaires. lors de la campagne, il affirme pour priorité la restauration de l’autorité de l’État, en particulier dans l'est de la RDC, la diversification de son économie, la lutte contre la pauvreté et le renforcement du rôle géostratégique du pays.
Il fait cependant toujours partie des dignitaires du régimes faisant l'objet de sanctions de l’Union européenne pour « entrave au processus électoral » et « violations des droits de l’Homme », ce qui le rend persona non grata en Europe.

#### Martin Fayulu

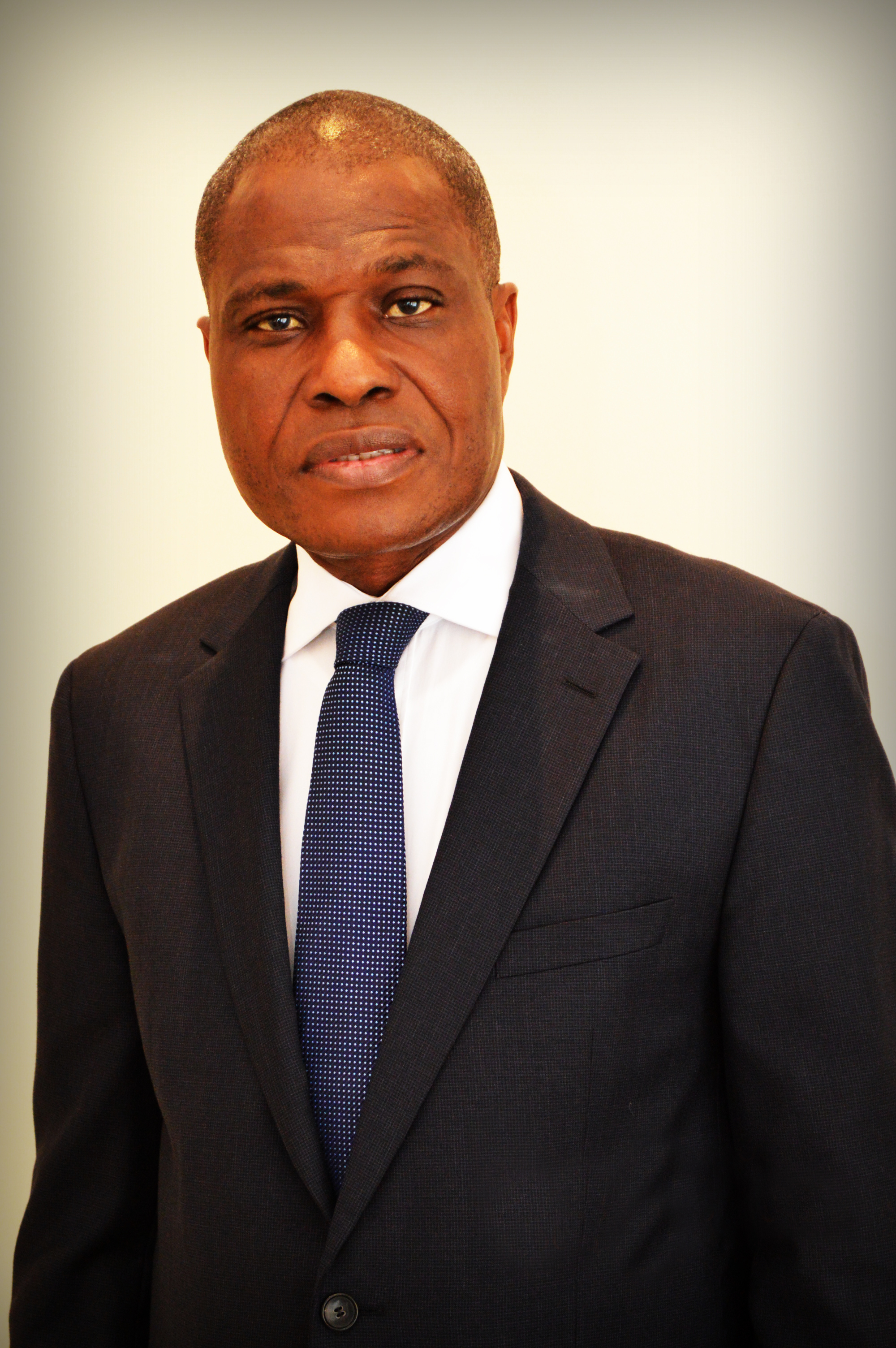
Martin Fayulu

Martin Fayulu, 62 ans, est un opposant de longue date du régime. Malgré sa participation à de nombreuses manifestations de l'opposition depuis 2015, il n'est pas une personnalité très connue au sein de cette dernière lors de sa désignation comme « candidat unique » en novembre 2018 à Genève. Fayulu a ainsi fait la majeure partie de sa carrière comme homme d'affaires dans le secteur privé, notamment en tant que PDG du géant pétrolier ExxonMobil. Natif du Bandudu, dans le centre ouest de la RDC, Outsider de l'opposition devenu pivot de la campagne, il concentre les attaques les plus virulentes du régime.
Nommé candidat commun de la coalition « Réveille-toi » (Lamuka en lingala) lors d'une réunion en novembre à Genève de sept dirigeants de l'opposition sous l'égide de la Fondation Kofi Annan, il est à ses débuts fortement pénalisé par son important manque de notoriété. La mise en place de la coalition le soutenant est également marquée par les défections dès le lendemain de l'accord des candidats Tshisekedi et Kamerhe, qui décident par la suite de s'associer entre eux. Il est en revanche soutenu par les poids lourds de l'opposition Jean-Pierre Bemba et Moïse Katumbi, ce qui lui permet de fortement mobiliser lors de ses meetings de campagne. Fayulu bénéficie ainsi du soutien du parti de Bemba, un opposant historique à Mobutu, Kabila père ainsi qu'à son fils contre qui il réunit près de 42 % des voix en 2006. Le Mouvement de libération du Congo (MLC) de Bemba est alors très bien implanté dans le pays, et permet à Fayulu de disposer d'importants relais de campagne dans les provinces. De même, le soutien de Katumbi, reconnu au sein de la population pour sa gestion de la province du Katanga, se révèle un soutien de poids pour Fayulu dans cette dernière, malgré l'exil forcé de Katumbi en Belgique. Lors du lancement de sa campagne dans l'Est à Beni puis à Kisangani, capitale très peuplée de la province de Tshopo, il y rassemble de larges foules grâce aux réseaux de Katumbi.
Le Katanga étant également un fief swahilophone du chef de l'état, sa campagne dans cette région est jugée comme un défi au régime, et nombres de ses meetings sont alors émaillés d'incidents, en particulier le 12 décembre à Kalemie et dans la capitale provinciale Lubumbashi, où au moins cinq de ses partisans trouvent la mort lors d'affrontements avec la police et des partisans de Kabila. Il est alors momentanément empêché de tenir l'un de ses meeting par la dispersion violente de milliers de ses partisans par le vice-gouverneur de la province, Ali Omari Simukinje, accompagné d'un groupe portant des tee shirts du PPRD au pouvoir et de forces de police, qui finissent après une montée de la tension entre les deux groupes par tirer des coups de feu pour disperser la foule. Le même jours, après avoir finalement tenu meeting, Fayulu prend l'avion pour Kolwezi, où il est empêché d’atterrir, et se rend finalement à Goma, dans le Nord-Kivu. Interviewé par RFI, le candidat s'indigne. « Les autorités congolaises ou la "Kabilie" ne veulent pas que je communie avec mon peuple de Kolwezi. On m'empêche de faire campagne  ! »,.
La représentante spéciale du secrétaire général de l'ONU en RDC, Leïla Zerrougui, se dit « préoccupée par la succession d’incidents graves qui entravent le bon déroulement de la campagne », déplore les vies humaines et rappelle à l'état qu'il lui incombe d’assurer la sécurisation du processus électoral avec neutralité et en usant de la force avec retenue. Le chef de la Monusco se joint le lendemain à son appel, appelant à des élections apaisées.
Fayulu propose un programme économique visant à injecter 123 milliards de dollars dans l'économie du pays. Ses principales propositions de réformes sont cependant d'ordre constitutionnelles, afin de démanteler l'appareil du pouvoir. Il propose également de rendre possible la double nationalité, afin de faire revenir les « compatriotes qui ont acquis des compétences à l'étranger » après s'être expatriés. Selon les termes de l'accord de Genève, s’il gagne, le champion de l’opposition devra organiser dans deux ans de nouvelles élections, cette fois-ci dans des conditions libres,.

#### Félix Tshisekedi

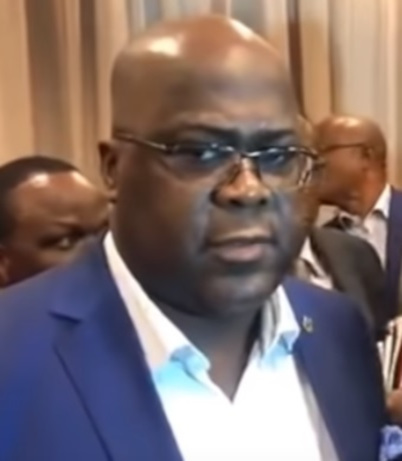
Félix Tshisekedi

Âgé de 55 ans, Félix Tshisekedi passe un accord avec Vital Kamerhe peu après leurs désistement de l'accord de Genève, ce dernier se désistant en sa faveur pour devenir son colistier sur un « ticket » destiné en cas de victoire à donner au premier la présidence, et au second le poste de Premier ministre. Tshisekedi s'engage également à soutenir un candidat du parti de Kamerhe, l'Union pour la nation congolaise (UNC), lors de la présidentielle 2023.
Félix Tshisekedi fait campagne avec son colistier au sein de la coalition Cap pour le Changement (Cach), les deux candidats justifiant leurs retrait de la coalition Lamuka par la demande de cette dernière de « se couper de leurs bases », fortement opposés aux retraits de leurs chefs de parti derrière un quasi inconnu.
Surnommé « Fatshi » par ses partisans, Félix Tshisekedi mène ainsi campagne dans les provinces du Kasai dont il est originaire, ainsi que dans les villes de Kinshasa et de Lubumbashi, tandis que l'appui de Vital Kamerhe, populaire dans les provinces des Kivus, où il est né, lui permet d'y bénéficier d'un important soutien. Il assure en cas de victoire vouloir mener un dialogue pour ramener la paix et la stabilité dans l'est du pays.
Les candidats passent la fin de campagne dans les provinces de l'ouest du pays, notamment au Congo central et celles issus de l'éclatement de la province de l'Équateur. Tshisekedi y promet entre autres l'instauration de l’État de droit, la gratuité de l'enseignement primaire et secondaire et des soins de santé, et la création d'emploi pour les jeunes,,. En tant que dirigeant de l'Union pour la démocratie et le progrès social (UDPS), parti créé par son père et opposant historique Étienne Tshisekedi mort d'une embolie pulmonaire en 2017, le candidat de la coalition Cach bénéficie du soutien d'un parti très structuré et présent sur l'ensemble de l'immense territoire de la RDC. L'UDPS avait été fondé dans les années 1980 contre la dictature de Mobutu.

### Sondages
La veille du scrutin, deux sondages sont effectués, respectivement par le Bureau d’études, de recherches, et de consulting international (BERCI) et Ipsos Afrique du Sud en partenariat avec GeoPoll. Avec respectivement 2 000 et 902 sondés représentatifs, les études donnent Fayulu vainqueur (BERCI: 45 %, Ipsos/GeoPoll: 49 %), devant Félix Tshisekedi (BERCI: 28 %, Ipsos/GeoPoll: 20 %), suivi d'Emmanuel Shadary (BERCI: 20 %, Ipsos/GeoPoll: 18 %).
Fayulu est donné en tête dans 18 des 26 provinces, à l'exception de l'Ituri, du Sankuru et du Maniema, donnés favorables à Shadary, et du Sud Kivu, Kasai Central, Kasai, Kasai Oriental ainsi que du Haut Lomami, où Tshisekedi serait en tête,.

## Déroulement

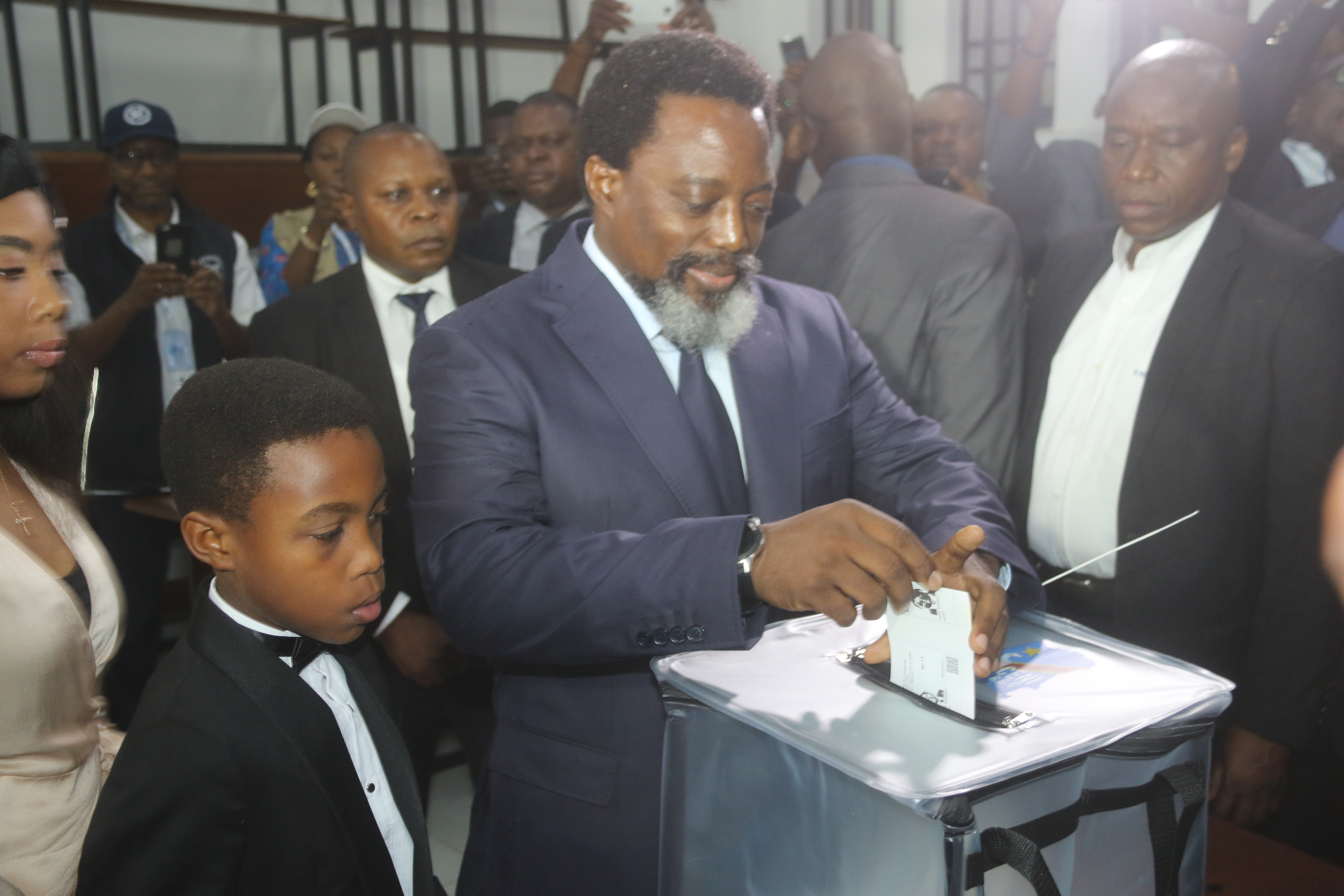
Le président Joseph Kabila en train de voter

Trois jours avant la date prévue du 23 décembre, le scrutin est reporté au 30 par la Commission électorale nationale et indépendante (Céni) en raison de retard dans l'impression des bulletins, des difficultés rencontrées face à l'épidémie d'Ebola dans l'est du pays, ainsi que par l'incendie d'un entrepôt de la commission contenant plusieurs milliers de machines à voter destinées à la capitale .
Le 26 décembre 2018, soit quatre jours avant le scrutin, la Céni déclare qu'il sera impossible d'organiser les élections dans les villes de Beni, Butembo et Yumbi pour cause de « persistance de l'épidémie de maladie à virus Ebola » et à cause du risque « d'incidents meurtriers ». Les opérations électorales pour ces villes sont alors reportées au mois de mars 2019 pour ce qui est des législatives et des provinciales, et annulées pour la présidentielle. Les partis d'opposition considèrent qu'il s'agit là d'une manœuvre politique car les circonscriptions exclues sont des bastions de l'opposition.
Le 30 décembre 2018, de nombreux dysfonctionnements sont constatés car le matériel fourni pour les opérations de vote est soit défaillant soit manquant. De plus, de nombreuses irrégularités sont rapportées, comme l'impression de bulletins de vote plusieurs jours après la fin du vote et que la population aurait saisis. À Beni, ville dans laquelle le scrutin a été annulé, le mouvement citoyen LuCha organise une élection symbolique afin de démontrer sa faisabilité malgré la décision de la Céni.

### Galerie

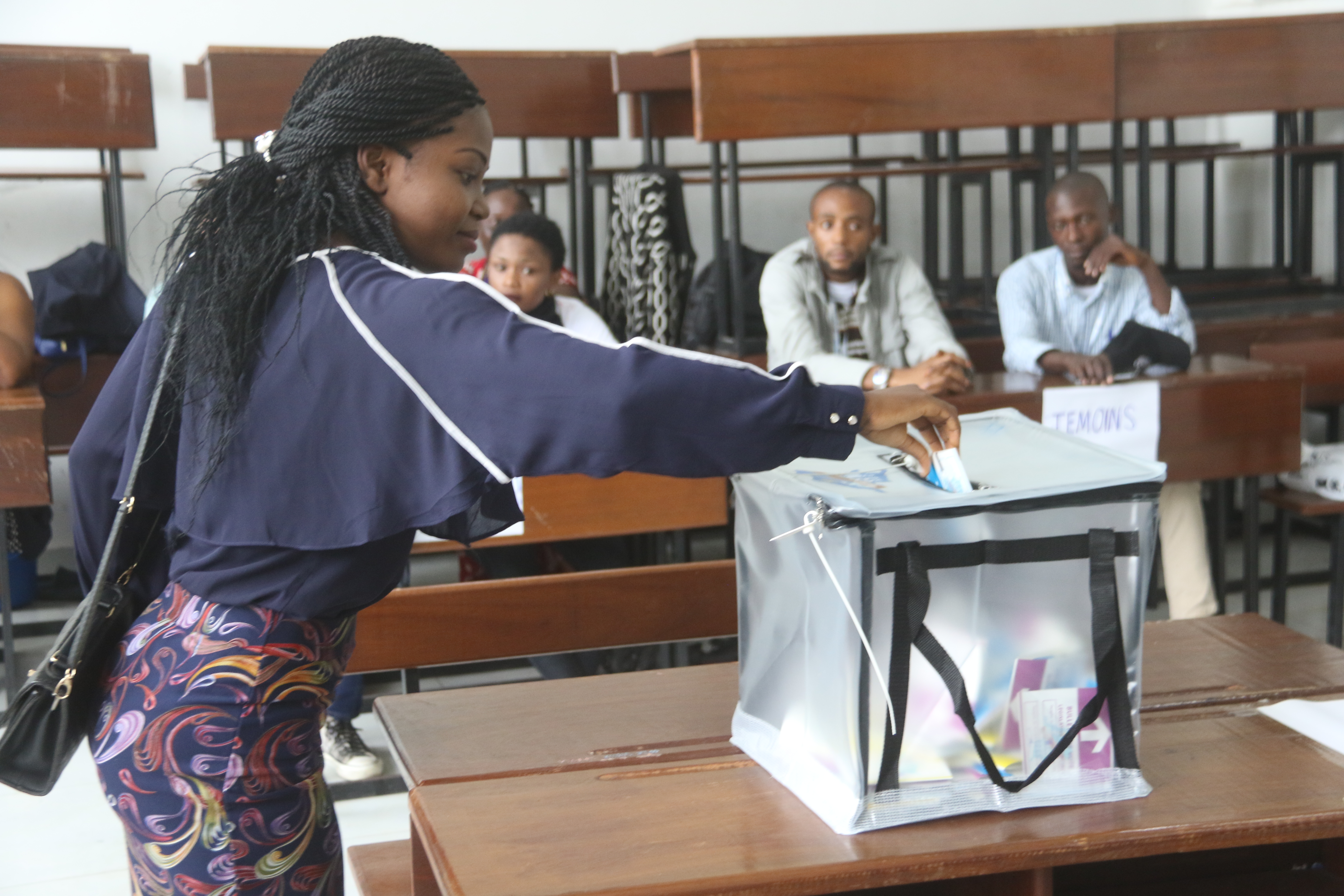
Femme votant à Kinshasa devant des scrutateurs
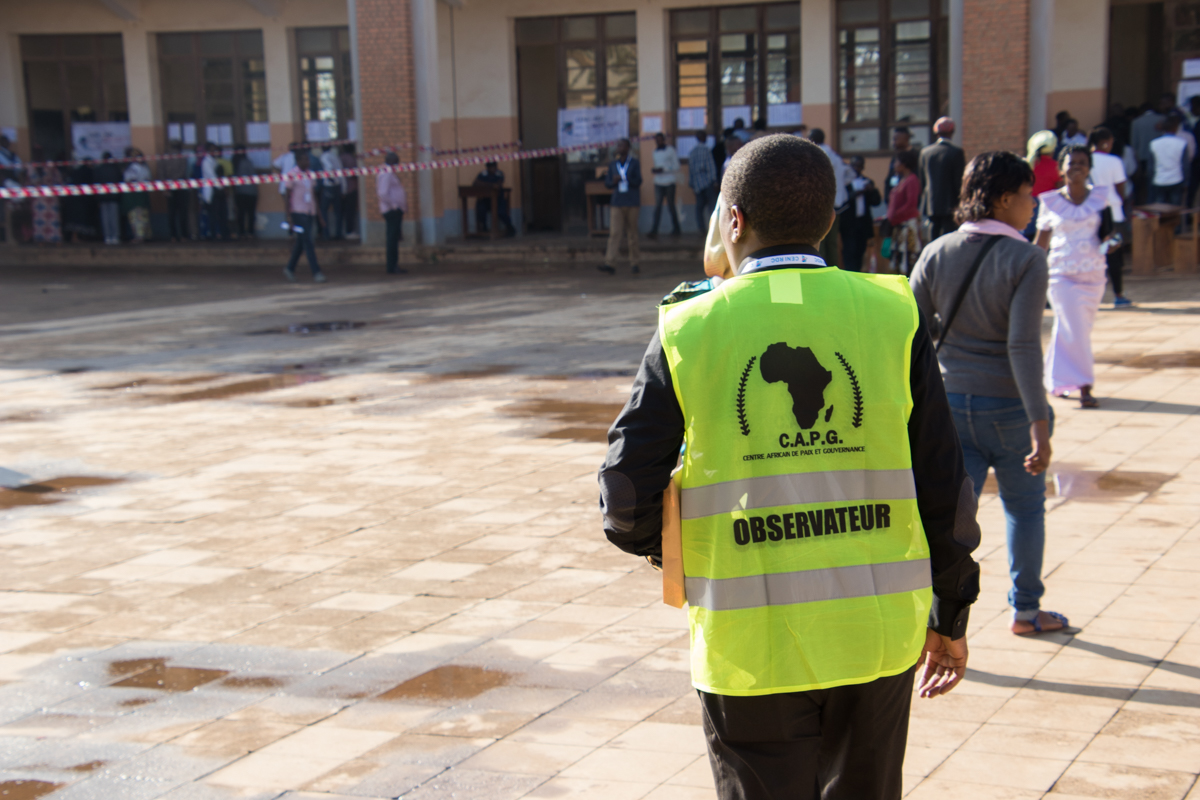
Observateur du Centre Africain de Paix et Gouvernance
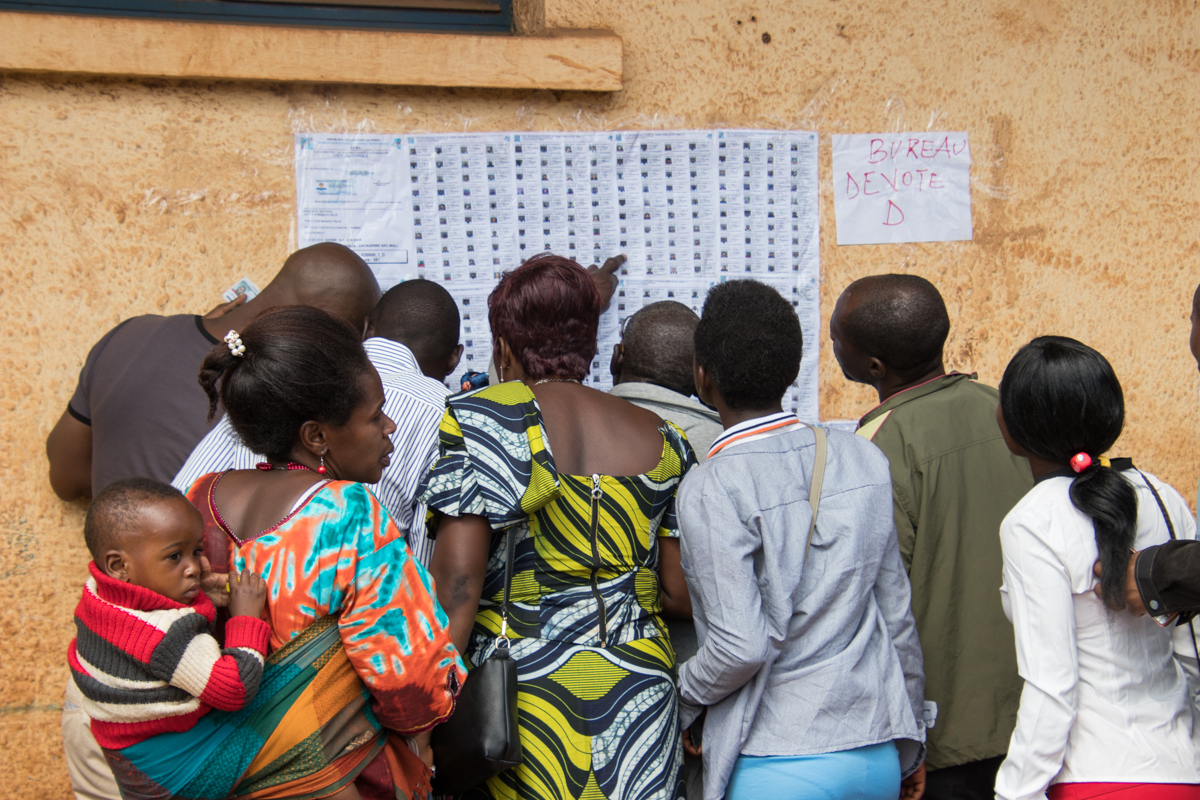
Électeurs cherchant leurs noms sur les listes pour identifier leurs bureaux de vote
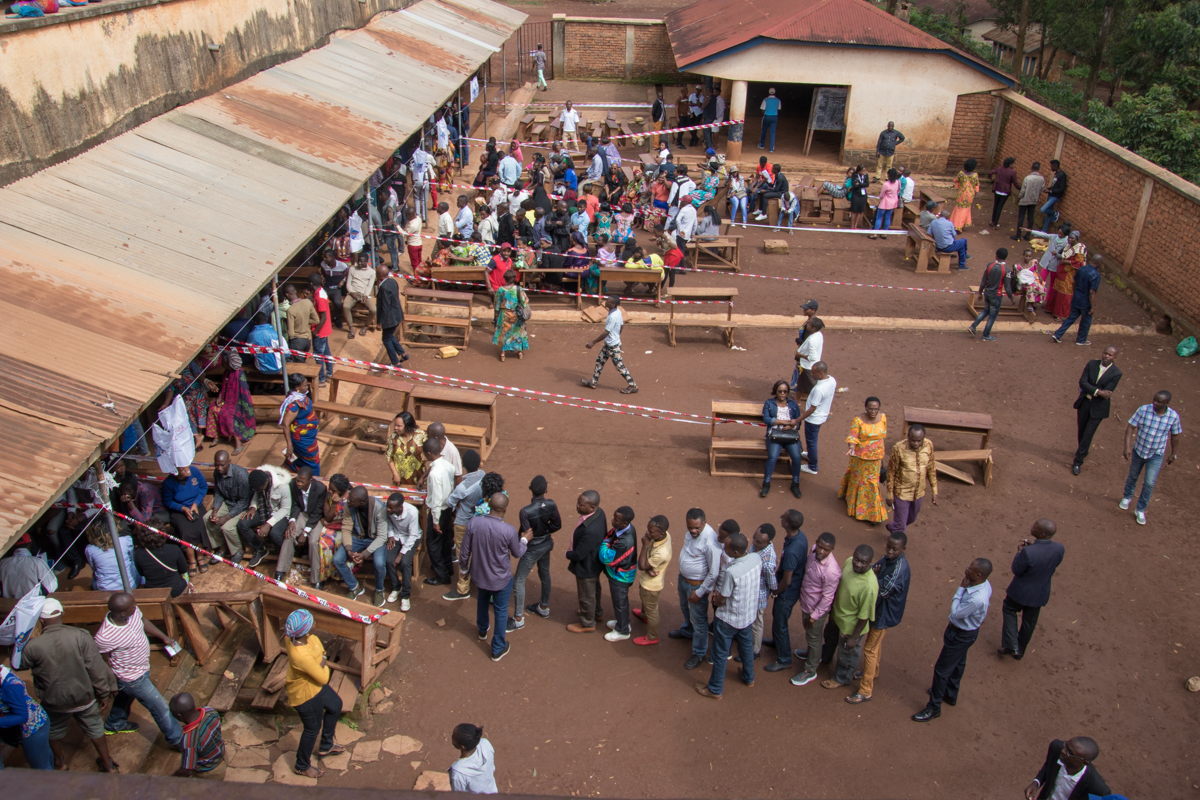
Files d'attente dans une école de campagne
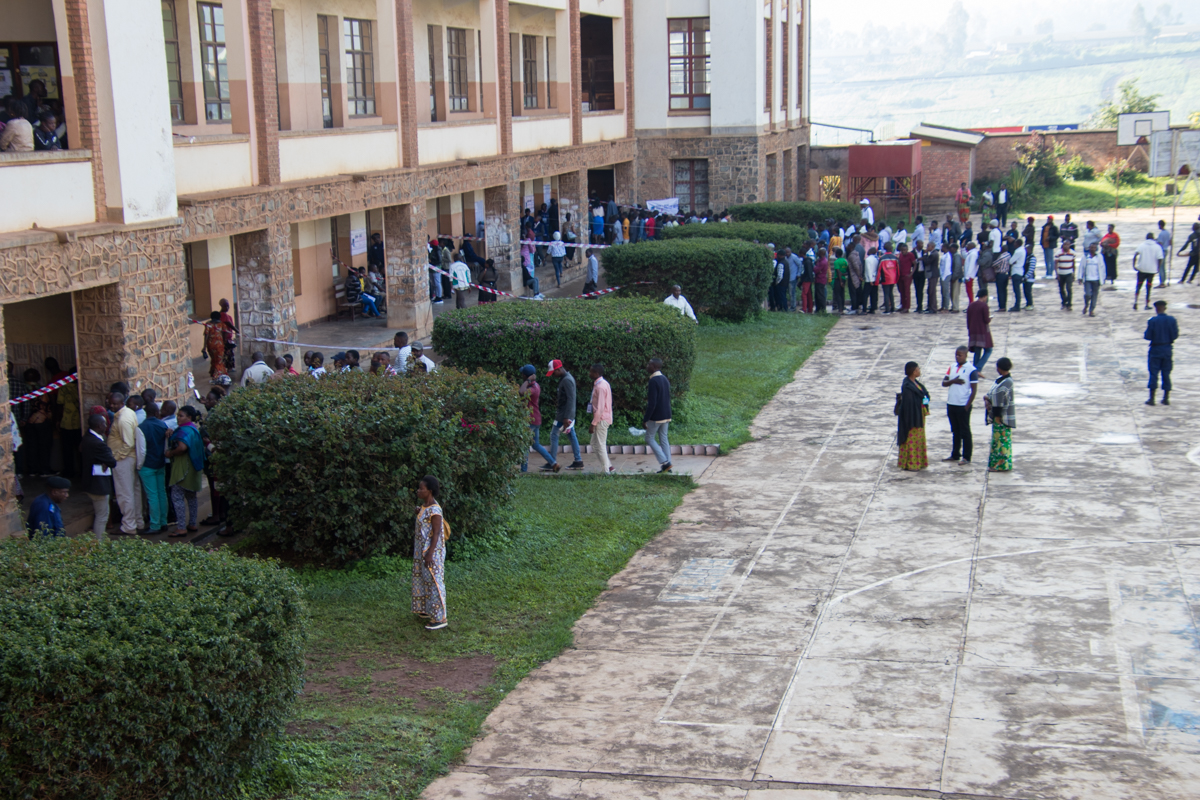
Files d'attente à Kinshasa

## Annonce des résultats

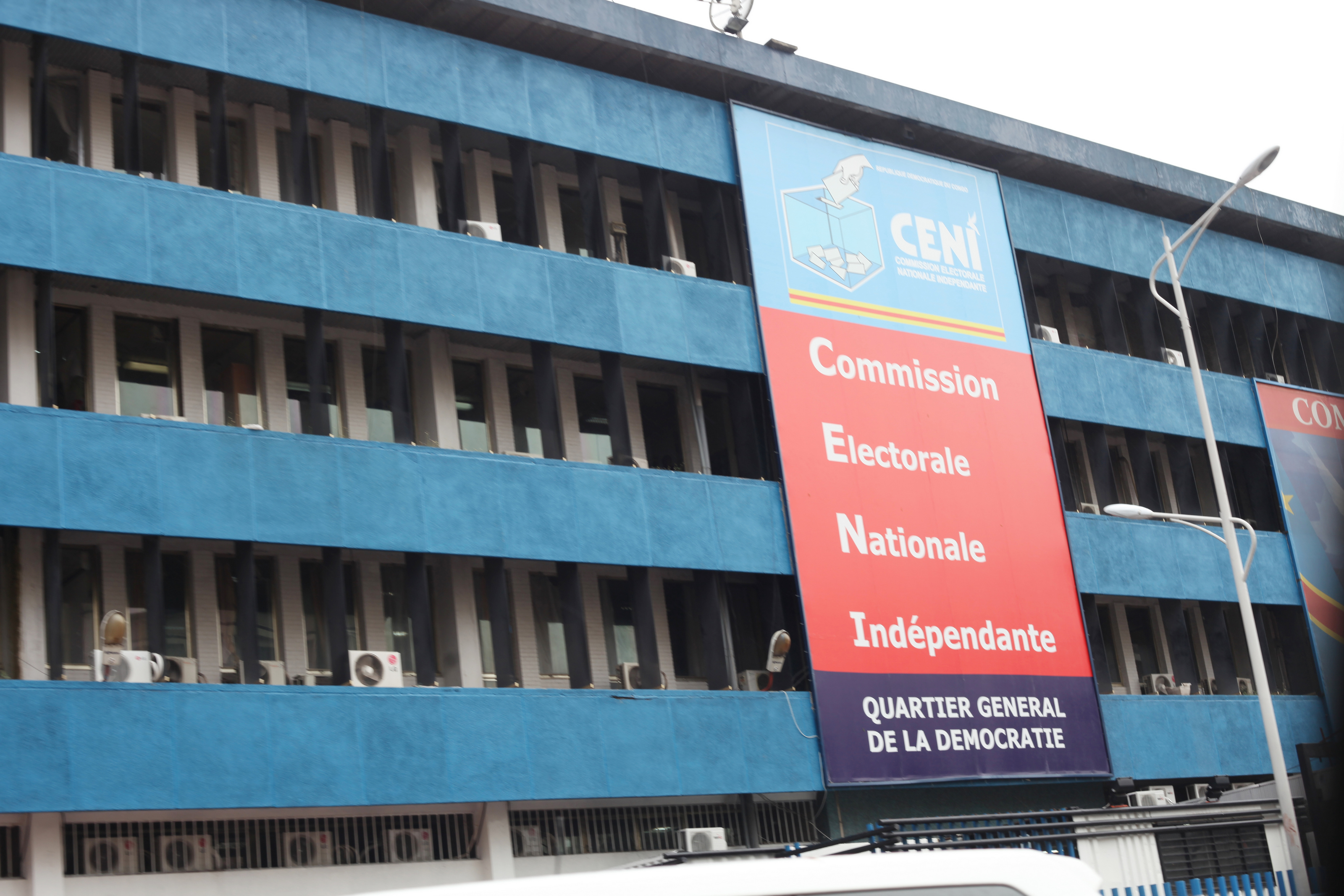
Bureaux de la Céni à Kinshasa

L'annonce des résultats provisoires par la Céni est initialement prévue d'ici au 6 janvier 2019, suivis de ceux définitifs le 15. Un report est néanmoins jugé très probable, tandis que les pressions s'accumulent sur la Céni, suspectée par l'opposition de camoufler un trucage des résultats par le pouvoir. Le 31, le gouvernement coupe l'accès à internet et aux communications par SMS dans le pays, ainsi qu'au média RFI, dont les correspondants voient leurs accréditations retirées,. La situation, qui dure près de trois semaines, pousse la population à recourir à des cartes sims étrangères. La coupure est rendue possible par le contrôle de l'unique fibre sous marine raccordant le pays — dite WACS, pour West Africa Cable System — par la Société congolaise des postes et télécommunications (SCPT). Cet établissement public coupe ainsi l’accès internet aux fournisseurs d’accès (FAI) en tout légalité, la loi de 2002 sur les télécommunications l'autorisant « soit pour des raisons de sécurité publique ou de la défense du territoire soit dans l'intérêt du service public de télécommunications soit pour tout autre motif, […] tout ou en partie, et durant le temps que [l’État] détermine. ».

### Déclaration de la Cenco
Au sein de la Conférence épiscopale nationale du Congo (Cenco), les hauts représentants de l'Église affirment être en mesure de connaître le nom du président élu, tout en n'en divulguant aucun pour ne pas tomber dans l'illégalité. L'Église catholique congolaise, historiquement très influente et respectée en RDC, s'est fortement impliquée dans les accords de sortie de la crise politique. L'Église dispose ainsi lors du scrutin de plus de 40 000 observateurs couvrant la majeure partie des quelque 74 000 bureaux de vote du pays. Ce déploiement lui aurait permis de disposer de copies d'une très grande partie de leurs procès-verbaux. Les résultats, une fois compilés, auraient rapidement fuités auprès des principaux partis ainsi que des ambassades étrangères, révélant une avance d'un candidat de l'opposition sur Emmanuel Shadary telle qu'elle rendrait très difficile un trucage des résultats par le pouvoir,. La déclaration est alors jugée comme une mise en garde de la Cenco à l'encontre du gouvernement, au cas où celui-ci tenterait malgré tout de s'engager dans cette voie. Mis sous pression de l'Église et de la communauté internationale, le gouvernement proteste et accuse l'Église de contribuer à l'anarchie,,,.

### Soupçon de fraude en faveur de Tshisekedi
Le gouvernement de Joseph Kabila est alors soupçonné de chercher, à défaut d'une victoire de son dauphin, à faire proclamer vainqueur Tshisekedi, allié à Kamerhe, un ex-allié de Kabila, et considéré comme une opposition plus « douce », au détriment de Fayulu, d'une opposition dure soutenue par les candidats contre lesquels le gouvernement a tout fait pour prévenir  l'éligibilité,. L'UPDS ne dément pas les rumeurs de rapprochement entre le président sortant et Tshisekedi. Dans les jours suivant, ce dernier multiplie les déclarations laissant entrevoir une porte de sortie pour Joseph Kabila, déclarant ainsi qu'il pourra « vivre tranquillement dans son pays, vaquer à ses occupations » après avoir quitté le pouvoir, allant jusqu'à ajouter qu'« un jour nous devrons même songer à lui rendre hommage pour avoir accepté de se retirer. Pourquoi, compte tenu de son expérience, ne pas lui confier des tâches diplomatiques spéciales, faire de lui un ambassadeur extraordinaire du Congo ? ».

### Report des résultats
Comme attendu, le président de la Céni, Corneille Nangaa, annonce le 6 janvier que la commission n'a pu centraliser qu'un peu plus de la moitié des bulletins de vote, et reporte l'annonce des résultats à une date indéterminée,. Le 9, la commission indique être en mesure d'annoncer les résultats provisoires sous 24 à 48 heures. Dès cette annonce, les forces de l'ordre bloquent la circulation sur les principales artères de la capitale. La veille, des rumeurs d'une annonce imminente des résultats avaient entraîné d'importants mouvements de foule. Entre-temps, le président américain Donald Trump annonce le déploiement au Gabon de 80 soldats qu'il déclare « prêts à intervenir en RDC en cas de violences postélectorales » afin de procéder à la protection et l'évacuation des ressortissants américains au Congo[réf. nécessaire].

### Proclamation de la victoire de Tshisekedi
La Céni proclame finalement les résultats provisoires de la présidentielle à la suite de ceux des provinciales dans la nuit du 9 au 10 janvier. Félix Tshisekedi est annoncé vainqueur, en attendant les résultats officiels définitifs de la Cour constitutionnelle. Des scènes de liesses de la part des partisans de Tshisekedi s'ensuivent rapidement, notamment à Kinshasa ou à Goma, tandis que des manifestations éclatent de la part de ceux de Fayulu et, brutalement réprimées, se transforment dans certaines villes en émeutes. À Kikwit, l'un des fiefs de Fayulu, quatre morts dont deux policiers et deux civils sont à déplorer, tandis qu'à Kisangani, les manifestants sont dispersés à coups de grenades lacrymogènes. En dépit des craintes des observateurs, le pays ne connait cependant pas une éruption de violence généralisée.

## Résultats
| Candidat                         | Candidat                         | Parti                                     | Voix       | %     |
| -------------------------------- | -------------------------------- | ----------------------------------------- | ---------- | ----- |
|                                  | Félix Tshisekedi                 | Coalition Cap pour le changement          | 7 051 013  | 38,57 |
|                                  | Martin Fayulu                    | Coalition Lamuka                          | 6 366 732  | 34,83 |
|                                  | Emmanuel Ramazani Shadary        | Coalition Front commun pour le Congo      | 4 357 359  | 23,84 |
|                                  | Soborabo Radjabho                | Congolais unis pour le changement         | 70 249     | 0,38  |
|                                  | Vital Kamerhe                    | Union pour la nation congolaise           | 51 380     | 0,28  |
|                                  | Honoré Kazadi                    | Front populaire pour la justice           | 44 019     | 0,24  |
|                                  | Théodore Ngoy                    | Indépendant                               | 43 697     | 0,24  |
|                                  | Freddy Matungulu                 | Synergie électorale Notre Congo           | 33 273     | 0,18  |
|                                  | Marie-Josée Ifoku                | Alliance des élites pour un nouveau Congo | 27 313     | 0,15  |
|                                  | Jean-Philibert Mabaya            | Arc-en-ciel du Congo                      | 26 907     | 0,15  |
|                                  | Samy Badibanga                   | Les Progressistes                         | 26 722     | 0,15  |
|                                  | Daniel Shekomba                  | Indépendant                               | 26 611     | 0,14  |
|                                  | Seth Kikuni                      | Indépendant                               | 23 552     | 0,13  |
|                                  | Noël Tshiani                     | Indépendant                               | 23 548     | 0,13  |
|                                  | Charles Luntadila                | Indépendant                               | 20 182     | 0,11  |
|                                  | Yves Mpunga                      | Coalition Première force politique        | 18 976     | 0,10  |
|                                  | Tryphon Kin-Kiey Mulumba         | Indépendant                               | 16 596     | 0,09  |
|                                  | Gabriel Mokia                    | Mouvement des démocrates congolais        | 15 778     | 0,09  |
|                                  | Francis Mvemba                   | Indépendant                               | 15 013     | 0,08  |
|                                  | Sylvain Maurice Masheke          | Indépendant                               | 14 337     | 0,08  |
|                                  | Joseph Maluta                    | Indépendant                               | 11 562     | 0,06  |
|                                  |                                  |                                           |            |       |
| Somme des votes valides          | Somme des votes valides          | Somme des votes valides                   | 18 284 819 | 100   |
|                                  |                                  |                                           |            |       |
| Total officiel des votes valides | Total officiel des votes valides | Total officiel des votes valides          | 18 280 820 | 99,74 |
| Votes blancs ou invalides        | Votes blancs ou invalides        | Votes blancs ou invalides                 | 48 498     | 0,26  |
| Total                            | Total                            | Total                                     | 18 329 318 | 100   |
| Abstention                       | Abstention                       | Abstention                                | 20 212 820 | 52,44 |
| Inscrits/Participation           | Inscrits/Participation           | Inscrits/Participation                    | 38 542 138 | 47,56 |

## Réactions et contestation des résultats

### Discours de Tshisekedi
Lors de sa première prise de parole, le 10 janvier, Félix Tshisekedi fait les louanges du président sortant devant une foule de ses partisans au siège de l'UDPS, affirmant ainsi « Je rends hommage au président Joseph Kabila. Aujourd'hui, nous ne devons plus le considérer comme un adversaire mais plutôt comme un partenaire de l'alternance démocratique dans notre pays » avant de qualifier le résultat de « jour historique pour l'opposition traditionnelle de ce pays ». Il s'affirme heureux pour le peuple congolais, qui aurait ainsi évité les affrontements, les violences et les effusions de sang. Il salue également la campagne menée en partenariat avec son « ticket » Vital Kamerhe, ainsi que celles de ses adversaires Martin Fayulu et Emmanuel Ramazani Shadary, puis rend également hommage à « la Céni et à son président, Corneille Nangaa, qui, malgré les critiques, malgré les menaces est resté imperturbable et est allé jusqu'au bout de sa logique. Aujourd'hui nous pouvons dire que la vérité des urnes a triomphé. »

### Contestation par Martin Fayulu
Au lendemain de cette publication, le candidat Fayulu conteste les résultats, dénonçant un « putsch électoral » qu'il qualifie d'escroquerie et de blague. Il affirme qu'il n'acceptera pas que la victoire du peuple congolais soit « volée » et invite la CENCO et d'autres observateurs à révéler les vrais résultats par bureaux de vote,. « On a volé la victoire du peuple congolais, et le peuple congolais ne l’acceptera jamais ».
Selon les partisans de la coalition Lamuka, Martin Fayulu aurait recueilli 61,51 % des suffrages contre 18,86 % pour Tshisekedi et 18,49 % pour Shadary,. Le 11 janvier, il réunit plusieurs centaines d'entre eux au siège du (MLC) de Jean-Pierre Bemba à Kinshasa. Il y annonce son intention de déposer un recours auprès de la Cour constitutionnelle, tout en sachant que celle-ci est acquise au régime de Kabila, afin de montrer qu'il cherche à suivre la voie légale. Il déclare ainsi à la BBC « Nous savons bien que la Cour constitutionnelle est composée de partisans de Kabila mais nous ne voulons pas qu'ils disent que nous n'avons pas suivi la loi. Nous voulons faire tout ce que nous pouvons pour avoir un résultat juste et clair. ». Fayulu appelle ses militants à l'accompagner lors de son dépôt de recours, qu'il effectue le 12 janvier. Le matin même, sa résidence est encerclée par des soldats de la Garde républicaine, qui dispersent ses sympathisants, avant de finir par se retirer. La haute cour est alors placée sous haute sécurité des forces de l'ordre, qui ne laisse entrer que le candidat accompagné de son épouse.

### Contestation par la Cenco
Le même jour, la Cenco déclare que les résultats annoncés « ne correspondent pas aux données collectées par notre mission d’observation à partir des bureaux de vote et de dépouillement »,. Les évêques auraient prévenu lors d'une rencontre avec le président Kabila quelques jours auparavant qu'ils considéreraient comme un « coup d’État constitutionnel » la proclamation d'un vainqueur autre que celui identifié par leurs dépouillement parallèle, lui demandant de faire preuve de sagesse.
Lors d'une téléconférence avec le Conseil de sécurité de l'ONU, au cours de laquelle le président de la Céni se dit « très intéressé de savoir pour quel parti elle (la Cenco) travaille" » avant d'ajouter « Je mets quiconque au défi de dire que la Cenco a pu collecter tous les résultats. », le président de la Cenco Marcel Utembi réagit en assurant de l'indépendance de la conférence épiscopale, dont il affirme qu'elle a pu vérifier 72 % des suffrages.
Très respectée au Congo, où elle est jugée plus crédible qu'un gouvernement ayant multiplié les manœuvres pour se maintenir au pouvoir et écarter ses opposants, la Cenco fait alors partie des rares organisations d'observateurs n'ayant pas été écartés du processus électoral, déployant plus de 40 000 d'entre eux.
La Cenco annonce avoir eu recours à deux méthodes. D'une part, la collecte par 7886 observateurs d'un échantillon représentatif de bureaux de vote choisis à l'avance pour un total de 10,72 % des suffrages, à la manière d'un institut de sondage. D'autre part, une consigne donnée à l'ensemble de ses 40 000 observateurs de récupérer ou photographier le plus de procès-verbaux possibles, un total ayant atteint 42,92 puis 71,3 % des voix exprimées selon celle-ci. La Cenco qualifie ces trois paliers de premier, second et dernier niveau de vérification, qui constituent un véritable dépouillement parallèle. L'organisation s'était en effet dotée dès 2015 d'experts dans le domaine, chargés par elle de la formation continuelle du plus grand nombre d'observateurs possible en prévision du scrutin,,,.

### Autres observateurs
La mission des Nations-Unies en RDC (MONUSCO), l’Union européenne (UE) ainsi que les États-Unis, désignés comme « occidentaux », sont mis à l'écart par le gouvernement, qui refuse leurs propositions d'accompagnement logistique et de soutien financier des élections. La Communauté de développement d'Afrique australe (SADC) et l'Union africaine sont pour leur part autorisées, et déploient à elles deux 153 observateurs dans ce pays grand comme quatre fois la France. Selon le journal Le Monde, cette autorisation serait due au fait que le régime de Kabila ne les considère pas comme menaçants. Pour le chef de la mission d’observation de l’UA, Dioncounda Traoré, les élections se sont « globalement déroulées dans un climat apaisé et serein », tandis que son homologue de la SADC, Joseph Malanji, les qualifie de « première grande victoire du peuple congolais ». Selon plusieurs diplomates relayés par l'AFP, la SADC et l'UA auraient également constaté une victoire de Martin Fayulu.

### Réactions à l'étranger
Union européenne
L'Union européenne réagit à la proclamation des résultats provisoires de la Céni par une déclaration appelant cette dernière à « publier les procès-verbaux de chaque centre local de compilation des résultats conformément à ce que prévoit la loi électorale » afin, selon l'union, d'assurer « la crédibilité du processus et la sincérité du scrutin » dans la mesure où les résultats sont contestés par une partie de l'opposition et des observateurs nationaux. L'UE appelle également l'ensemble de la classe politique de s'abstenir de tout recours à la violence et à ne contester les résultats que de manière pacifique, par les procédures prévues par la loi,.
La France, la Belgique et le Royaume-Uni expriment publiquement des doutes quant aux résultats annoncés. En France, le ministre des Affaires étrangères Jean-Yves Le Drian déclare que ceux-ci « ne semblent pas conformes aux résultats que l'on a pu constater ici ou là. » et que l'opposant Martin Fayulu en était « a priori » le vainqueur, s'attirant des accusations d'ingérence par les médias Slate et Mediapart,. Le porte-parole du gouvernement congolais juge l'intervention inadmissible et disproportionnée, la qualifiant de « cas type d’interférence » avant de préciser que « Le Congo ne fait pas partie de la France ».
Le ministre belge des Affaires étrangères, Didier Reynders, insiste quant à lui sur la nécessité d'une annonce des résultats, « même si ces résultats ne sont pas le choix du pouvoir congolais », affirmant que le pays « va vers des difficultés majeures ». La Belgique venant de prendre la présidence tournante du Conseil de Sécurité de l'ONU en tant que membre non permanent, le ministre belge assure que son pays va pousser à une « pression maximale » du Conseil de sécurité sur les autorités congolaises afin qu'elles respectent le choix des électeurs, estimant par ailleurs qu'une position commune entre la Belgique, l'Union européenne, l'Union africaine et les États-Unis est en vue. Son homologue anglais Jeremy Hunt se déclare pour sa part très inquiet des incohérences des résultats provisoires, et estime crucial que la volonté de la population congolaise démocratiquement exprimée soit respectée, ajoutant que les données doivent être examinées avant d'assurer que le Conseil de sécurité traitera de la question le lendemain 14 janvier.
Afrique
Au niveau de l'Union africaine (UA), le président de la Commission de l’Union africaine, Moussa Faki Mahamat annonce dans un communiqué avoir pris connaissance des résultats et appelle à ce que toute contestation des résultats proclamés, notamment celle portant sur leur non-conformité avec la vérité des urnes, se fasse pacifiquement, par le recours aux procédures prévues par la loi. Mahamat souligne également que la situation exige la recherche d'un consensus quelle que soit l’issue définitive des élections.
La SADC estime pour sa part nécessaire un recomptage des voix. L’organisation appelle par la voix de son dirigeant Edgar Lungu à la formation d'un « gouvernement d’union nationale. Le 14 janvier, la SADC revient dans un communiqué sur son appel à recompter les voix, sous la pression de l'Afrique du Sud.
Nations unies
Le 15 janvier, le conseil de sécurité de l'ONU fait une déclaration jugée « extrêmement prudente » sur la situation, ses membres ne s'accordant que sur le constat d'un déroulement en ordre et sans heurts des élections, et appelant au recours par les parties prenantes des voies légales. La Russie, la Chine ainsi que l’Afrique du Sud, favorables au gouvernement congolais, parviennent ainsi à s'opposer à une déclaration plus tranchante du conseil à son encontre.
Selon Thierry Vircoulon, chercheur à l'Institut français des relations internationales, « à partir du moment où les Congolais eux-mêmes ne contestent pas avec vigueur, il est difficile d’imaginer la communauté internationale le faire. Le Conseil de sécurité de l’ONU se trouve dans l’incapacité de prendre des décisions claires. D’autres puissances ont émergé. C’est le résultat du changement des équilibres mondiaux. Le régime Kabila le sait et en joue ».

## Accusation d'entente Kabila-Tshisekedi
Dès avant la proclamation des résultats, le gouvernement est rapidement accusé d'avoir, à défaut de pouvoir faire élire son candidat, choisi de faire gagner le candidat de l'opposition « douce », Félix Tshisekedi. Le candidat Fayulu, parrainé par les deux ennemis personnels de Kabila, Jean-Pierre Bemba et Moïse Katumbi, était en effet jugé comme le « cauchemar du régime »,.
Les déclarations accommodantes de Tshisekedi pour le président sortant plusieurs jours avant l'annonce des résultats auraient constitué des appels du pied entre les deux camps, en vue d'un accord secret dont l'ex-kabiliste Vital Kamerhe est accusé d'avoir aidé en coulisse à la conclusion,,. Selon le chercheur belge Kris Berwouts, « Cela ne fait aucun doute. Un deal a été passé au sein d’un tout petit groupe d’acteurs. Et Vital Kamerhe, véritable animal politique qui connaît par cœur la classe politique congolaise, en est certainement l’artisan. ». Pour le constitutionnaliste Martin Mulumba, de l’université Paris-I, « Contrairement à son père, qui était intransigeant, qui disait non à tout, Félix a montré qu’il pouvait discuter avec le pouvoir. De son côté, le régime a vite compris qu’il ne pouvait pas remporter cette élection, il lui fallait sauver les meubles et Félix Tshisekedi représentait le moindre mal. ». Selon une source de l'AFP, l'accord octroierait à Kabila une majorité au parlement, et un droit de regard sur des postes stratégiques comme la défense, les finances, la Banque centrale ainsi que le commandement des unités de l'armée et de la police,.
L'annonce des résultats des législatives qui s'ensuit surprend par sa rapidité. De même que pour les résultats des provinciales, donnés en même temps que ceux de la présidentielle, le décompte n'était pas attendu aussi tôt, mais au minimum à partir de la prestation de serment du nouveau président, soit onze jours plus tard. Les listes de candidats auraient ainsi été préparées bien avant la fin de la compilation des résultats, selon des chiffres d'élus par partis décidés à l'avance par le pouvoir. La Céni ne procède par ailleurs qu'à une énumération des noms des candidats députés vainqueurs, sans divulguer de résultats en voix autres que le total au niveau national. Pour la coalition Lamuka, il s'agirait des conséquences d'un accord négocié entre la coalition Cash et le pouvoir, la première obtenant la présidentielle, tandis que le second conserverait la majorité au parlement.
Selon les résultats provisoires de la Céni, la coalition Lamuka, bien qu'en tête devant le PPRD, n'arriverait que seconde position avec moins d'une centaine de sièges, en prenant en compte l'ensemble de la coalition du Front commun pour le Congo, forte de deux à trois centaines de sièges, tandis que Felix Tshisekedi ne pourrait compter que sur une cinquantaine de sièges avec 31 sièges pour l'UDPS et 19 pour son allié l'UNC. Avec plus de 70 % des voix à la présidentielle selon la Céni, l'opposition ne parviendrait pas à réunir la majorité absolue aux législatives, tandis que la coalition au pouvoir décrocherait les deux tiers des sièges.
Cette « cohabitation » permettrait à Kabila de garder la mainmise sur le pays via le contrôle de l'Assemblée nationale - et donc du gouvernement dans un pays au régime semi-présidentiel où le Premier ministre détient la majeure partie du pouvoir exécutif en cas de cohabitation -, ainsi que des Assemblées provinciales, faisant du président élu un chef d'état protocolaire, et vidant de sens l'alternance promise aux électeurs,. Le contrôle des Assemblées provinciales, dont les membres élisent au scrutin indirect ceux du Sénat, pourrait également permettre au futur ex-président, de droit Sénateur à vie, de se faire élire président de la chambre haute, soit la deuxième fonction dans l'ordre protocolaire après le chef de l’État. Le seuil des deux tiers des sièges à l'Assemblée permettrait de surcroît au président sortant de faire procéder à une révision de la constitution, selon Martin Fayulu, qui déclare à Radio France internationale « Monsieur Kabila s’est donné les deux tiers de l’Assemblée nationale parce qu’il pense, demain, avec sa coalition bidon, changer la Constitution. […] Monsieur Kabila pense avoir trouvé quelqu’un qui va pérenniser son pouvoir. Le peuple congolais ne le laissera jamais faire cela. C’est pour cela que nous demandons le recomptage de toutes les voix sur toutes les élections, sur les trois élections : présidentielle, législatives nationales et législatives provinciales. Il faut recompter les voix. Et si monsieur Kabila et ses acolytes pensent liquider le Congo, nous, on ne le laissera pas ».

## Fuites de résultats

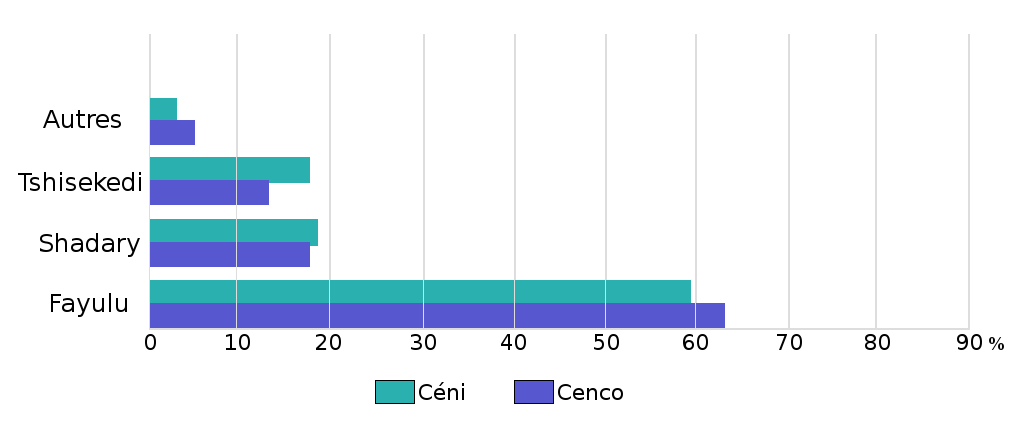
Diagramme des résultats ayant fuités le 15 janvier, en pourcentages des voix.

Le 15 janvier, des fuites de résultats annoncées comme issues d'une part d'un lanceur d'alerte l'ayant téléchargé du serveur central de la Commission électorale, et d'autre part de la compilation de documents de la conférence épiscopale sont relayées par RFI, Financial Times et TV5 Monde. Portant sur 87 % des suffrages exprimés, les premiers sont analysés en collaboration avec l'institut Groupe d’études sur le Congo (GEC) et comparés à ceux de la Cenco, portant eux sur 42,92 % des suffrages. Les deux documents montrent une victoire de Martin Fayulu, qui y obtient respectivement 59,4 et 62,8 % des voix, avec une différence de plus de 3 millions de voix par rapport à ceux proclamés le 10 janvier. Félix Tshisekedi aurait quant à lui recueilli 18,5 et 15 % des voix selon les mêmes documents, précédé de Shadary avec 19 et 18 %,,,,.
Selon Gérard Gerold, expert électoral et ancien conseiller politique de la mission des Nations unies au Congo interrogé au sujet du document attribué à la Céni, « L’existence d’une telle base de données est crédible, puisqu’à la fin du dépouillement, il était prévu que le technicien scanne les procès-verbaux de résultats avec la machine à voter et qu’il les envoie directement au siège de la Céni ». Pour lui, « Aucun autre organe dans le pays n'est capable de produire et de compiler de telles données, aussi précises et détaillées. ».
La base de données est ainsi composée de 2 064 pages et 49 161 entrées, similaires aux produits de la compilation de ces procès-verbaux, offrant une vue détaillée des circonscriptions par lieux de vote pour un total de 62 716 machines à voter et 15,7 millions de voix,. Les données étant annoncées comme ayant été compilés dans les 24 à 48 heures après la fermeture officielle des bureaux de vote, Corneille Nangaa auraient déjà été en possession de celle-ci lors de son annonce d'un probable report des résultats le 3 janvier.

### Corrélation
Les résultats du document sont comparés par RFI, le Financial Times, TV5 Monde et le GEC avec plusieurs centaines de procès-verbaux choisis de manière aléatoire parmi ceux qui avaient été collectés par des activistes ou des médias locaux à travers le pays, assurant un contrôle de cohérence du document. Les suffrages par candidats, le total des votants ainsi que celui des inscrits sont remarqués comme chaque fois conformes ou très proches. Une corrélation « quasi parfaite » selon TV5 Monde,.
Le document est également comparé avec celui ayant fuité en provenance de la conférence épiscopale. Celui-ci, portant sur 42,92 % des suffrages et 28 733 bureaux de vote, est une copie de son « second niveau de vérification » représentant 7,8 millions de voix sur les 18 exprimés lors du scrutin,,.
Confrontés l'un à l'autre, les deux documents révèlent des résultats similaires. Pour la province de la capitale Kinshasa, le premier attribué à la Céni donne ainsi 73,61 % à Martin Fayulu contre près de 17 % à Félix Tshisekedi et 7,90 à Emmanuel Ramazani Shadary, quand celui de la Cenco, constitué d'un échantillon légèrement plus réduit, leur donne respectivement 72,58 %, 18,52 % et 7,53 %. De même, en Ituri, les données attribuées à la Céni donnent 85 % à Martin Fayulu, pour 82 % chez ceux de la Cenco. Les résultats fuités semblent également être en accord avec les sondages effectués la veille du scrutin, en donnant Fayulu en tête dans toutes les provinces excepté au Maniema, Haut-Lomami, Sankuru, Kasaï, Kasai central et oriental. Dans ces derniers, le candidat de la coalition Cach Félix Tshisekedi, natif de la région, aurait recueilli plus de 90 % des voix dans certaines circonscriptions.
Le coefficient de corrélation oscillerait ainsi entre 0,976 et 0,991 pour les résultats des trois principaux candidats, selon le Financial Times, celui d'une corrélation parfaite étant de 1. Le journal précise que les données respectent la loi de Benford, un instrument de statistiques servant à repérer les écarts dus à des manipulations extérieures.

### Réactions
Thoto Mabiku, l'un des conseillers UDPS de Félix Tshisekedi, réagit en mettant en doute la fiabilité et l'origine de ces données, affirmant qu'« A ce stade, ce n’est que de la spéculation. ». Son homologue à la FCC, Barnabé Kikaya Ben Karubi, déclare quant à lui que les documents n'ont aucune validité. « Ça ne nous gêne pas, ça ne nous gêne vraiment pas. D’autant plus que chaque jour, il y a un nouveau rebondissement. Demain, il y aura une autre base de données, après-demain également. Avant la publication des résultats, M. Fayulu était déjà proclamé président de la République par la même Cenco […] C’est un acharnement sur le processus électoral d’un pays post-conflit pour des raisons que nous ne comprenons pas. Nous, au Congo, nous essayons de nous reconstituer et de bâtir un pays démocratique en Afrique. Le président Kabila respecte sa Constitution, organise trois cycles électoraux, cède son fauteuil à un opposant. Qu’est-ce que l’on veut d’autre ? ».
Le 16 janvier, l'ensemble des documents sont rendus public sur les réseaux sociaux, et repris par des sites d'information congolais, provoquant une vive polémique dans le pays,,. La coupure d'internet dure alors depuis plus de deux semaines dans le pays, poussant la population à recourir à des cartes sims étrangères.

## Recours
Selon la loi électorale, le dépôt d'un recours auprès de la Cour est autorisé dans un délai de quarante huit heures à partir de la proclamation des résultats provisoires, la cour devant rendre son verdict sous une semaine. Lors des scrutins précédents, la cour avait été vivement critiquée pour son rejet des recours des candidats Jean-Pierre Bemba et Adolphe Muzito. Les neuf juges de la cour sont en effet considérés comme largement acquis à Joseph Kabila, étant pour plusieurs d'entre eux d'anciens alliés politiques, tandis que le président de la cour, Benoît Luamba Bindu, est un proche du président sortant.

### Possibilité d'une annulation du scrutin
Bien que l'objectif de l'opposition soit un recompte des suffrages, la possibilité que la Cour décide d'accepter le recours mais le fasse suivre d'une annulation pure et simple du scrutin soulève des inquiétudes parmi la société civile, l'ensemble de l'opposition y compris la coalition Cash, ainsi qu'à l'étranger. Un nouveau scrutin, dont l'organisation prendrait à nouveau un temps considérable, permettrait à Joseph Kabila de se maintenir une énième fois au pouvoir. Le gouvernement et la Céni déclarent rapidement qu'une acceptation des résultats et l'annulation du scrutin tout entier sont les deux seules issues possibles. Lors d'une entrevue vidéo avec le Conseil de securité de l'ONU, Corneille Nangaa exhorte celle-ci à soutenir la transition avec les nouvelles autorités proclamées, mettant en garde contre une annulation de la présidentielle.

### Audiences
Le 15 janvier, la Cour constitutionnelle débute les audiences concernant les recours déposés par Martin Fayulu et Théodore Ngoy, tandis qu'un important dispositif de soldats de policiers et de militaires de la garde républicaine entoure le bâtiment. Le dirigeant de parti de la Dynamique de l’Opposition et ses avocats demandent un recompte des votes en s'appuyant sur plusieurs points, dont l'annonce effectuée par la Céni avant la fin de la compilation des résultats, ainsi que la modification de la circonscription nationale. Selon eux, l'exclusion des villes de Beni, Butembo et Yumbi aurait eu lieu en violation de l’article 100 de la loi électorale, et l'annonce des résultats ne saurait être légale tant que le scrutin n'y a pas également eu lieu. Enfin, ils demandent à la Cour d'entendre les observateurs de l’Église catholique, de l'Église protestante et de la Mission d’Observation Electorale de la Synergie des missions d'observation citoyenne des élections (SYMOCEL).
Le porte parole de la coalition Cash, Vidiye Tshimanga, affirme attendre avec sérénité le verdict de la Cour, auprès de laquelle sa formation compte déposer des recours portant sur les résultats des législatives nationales et provinciales. La Cour doit alors rendre son verdict d'ici au 21 janvier, au plus tard à minuit.
Pour sa part, la coalition Cach affirme qu'elle aurait obtenu la défection de soutiens de Fayulu, ce qui expliquerait que celui-ci manœuvrerait pour ne pas se retrouver seul.

### Appels à la suspension
Le 18 janvier, à la suite d’une réunion d'une dizaine de chefs d'État à Addis-Abeba, l'Union africaine décide de l'envoi pour le 21 janvier d'une délégation dans le pays, et appelle à une suspension de la proclamation des résultats, mettant publiquement en doute leur fiabilité et les qualifiant d'entachés de « doutes sérieux »,.
Le porte parole du gouvernement, Lambert Mende, réagit aussitôt en déclarant « La Cour est indépendante, et de nous et de l'Union africaine. Je ne pense pas qu'il appartienne au gouvernement ou même à l'Union africaine de dire à la Cour ce qu'elle doit faire. », reprochant à l'UA « d'interférer dans une procédure légale ». L'ONU, puis l'Union européenne apportent leur soutien à la démarche de l'Union africaine,.
Plus tôt dans la journée, la Cenco publie son rapport intérimaire, dévoilant ses trois niveaux de vérification et leurs décompte parallèle des voix circonscription par circonscription, jusqu'à 71,53 % des voix. Comme fuité dans les jours précédents, Martin Fayulu arrive largement en tête avec 62 % des voix, une avance telle que les 29 % de votants manquants ne saurait compenser.

### Verdict
Dans la nuit du 19 au 20 janvier 2019, la Cour constitutionnelle annonce sans surprise le rejet des recours, qu'elle qualifie de non fondés, estimant que les candidats n'ont « pas apporté la preuve » que les résultats provisoires n'étaient pas conformes à la réalité. Peu avant dans la soirée, le réseau internet est rétabli après vingt jours de coupure.
La cour proclame par conséquent Félix Tshisekedi élu président de la République. Celui-ci devrait devenir le cinquième président de la République démocratique du Congo depuis l'indépendance du pays le 30 juin 1960, et le premier à arriver au pouvoir par le biais d'une alternance par les urnes. L'annonce de sa victoire est suivie de scènes de liesse de ses partisans dans les rues de la capitale.
Au cours d'une conférence de presse, Martin Fayulu rejette la décision de la cour, qu'il décrit comme « au service d'un individu et d'un régime dictatorial qui ne respecte ni les lois de la République, ni les règles les plus élémentaires de la démocratie et de la morale ». Il déclare qu'il se « considère désormais comme le seul président légitime de la République démocratique du Congo. » et demande à la population de ne pas reconnaître Tshisekedi ni les ordres et autorités émanant de lui. Le dirigeant de la coalition Lamuka appelle également les congolais à organiser « des manifestations pacifiques sur toute l'étendue du territoire national » afin de protester contre la décision de la cour, qu'il qualifie de « coup d'État constitutionnel ».
La décision de la cour est jugée comme étant un « bras de fer » du pouvoir avec l'Union africaine, dont la délégation menée par le président de la Commission, Moussa Faki et par le président en exercice, Paul Kagame doit arriver le lendemain en RDC, juste avant la passation de pouvoir prévue le 22 janvier avec la prestation de serment du président élu. Cette dernière est décalée au 24. L'UA reporte sine die l'arrivée de la délégation. La SADC, l'Afrique du Sud, le Burundi, le Kenya, la Namibie et la Tanzanie sont les premiers pays à adresser leurs félicitations à Tshisekedi.

## Conséquences

Composition de l'assemblée nationale en 2019
Front commun pour le Congo : 341 sièges
Lamuka : 112 sièges
Cap pour le changement : 47 sièges

Composition du Sénat en 2019
Front commun pour le Congo : 98 sièges
Lamuka : 7 sièges
Cap pour le changement : 3 sièges
Sénateur à vie : 1 siège

Le 24 janvier 2019, en accord avec le calendrier de la Céni, Tshisekedi prête serment et devient le cinquième président de la République démocratique du Congo. Il prend ses fonctions le 25 janvier. Il s'agit de la première transition pacifique dans le pays.
Confronté à un parlement très largement acquis au président sortant, Tshisekedi met plusieurs mois à négocier un accord de coalition entre sa coalition et celle du FCC. Le président élu doit alors composer avec l'administration de son prédécesseur.
Les élections sénatoriales de mars 2019 ne font qu'accroitre sa mise en minorité, le FCC décrochant la quasi-totalité des sièges de sénateurs, élus par les députés provinciaux dans un contexte d'achat de leurs voix qui provoque l'indignation des partisans du président. De nombreux cas de députés provinciaux se faisant acheter leurs voix entre 20000 et 50000 dollars par les candidats sénateurs les plus offrants sont révélés. Plusieurs membres de l'administration Kabila, visée par les sanctions internationales, font en effet monter les enchères en cherchant à s'assurer une immunité par un siège à la chambre haute. La coalition Cash de Tshisekedi ne réunit ainsi que trois sièges, bien en deçà de ce que son nombre de députés provinciaux pouvait laisser espérer.
La majorité écrasante remporté au Sénat comme à l'assemblée nationale par la coalition FCC de l'ex président Joseph Kabila lui donne désormais le pouvoir de faire réviser par voie parlementaire la Constitution du pays ou encore de mettre en accusation le chef de l'État en exercice, Félix Tshisekedi.
La colère de ses partisans amène le président nouvellement élu à suspendre les nominations des sénateurs, à reporter sine die l'élection des gouverneurs, et à ordonner au procureur général d'enquêter sur les allégations d'achat de voix. La suspension est cependant levée moins de deux semaines plus tard, suscitant une polémique quant à la volte-face présidentielle. Le chef de l’État aurait subi des pressions de la part du Front commun, allant jusqu'à la menace d'une destitution par le parlement.

### Gouvernement Ilunga
Le 20 mai 2019, Tshisekedi et Kabila finissent par s'entendre sur un partage du pouvoir. Sylvestre Ilunga est nommé Premier ministre sur proposition du président sortant, dont il est un proche allié politique, originaire comme lui de la province du Katanga. Âgé de plus de 70 ans, plusieurs fois ministre sous les gouvernements précédents ainsi que docteur en sciences économiques et professeur à l’université de Kinshasa, Ilunga était alors à la tête de la Société nationale des chemins de fer congolais (SNCC),.
Les négociations mettent cependant encore plusieurs semaines, et ce n'est que le 26 août, près de huit mois après les élections, qu'est formé le nouveau gouvernement. Outre le Premier ministre, celui-ci est composé de 65 membres dont 5 vice-Premier ministres, 10 ministres d'États, 31 ministres et 17 vice-ministres. Sur ce total, 42 sont des membres du FCC, dont notamment les titulaires des ministères de la Défense nationale, de la Justice et des Finances, contre 23 pour les membres de la coalition Cash de Félix Tshisekedi, dont l'UDPS obtient les portefeuilles de l'intérieur et des affaires étrangères,. Près de 77 % des membres du nouveau gouvernement n'ont alors jamais occupé de place dans un gouvernement congolais,. Le gouvernement est investi le 6 septembre suivant, après avoir bénéficié la veille d'un vote de confiance des députés par 375 voix pour, 4 abstentions et 121 absents, la séance étant boycottée par l'opposition.